# 個別言語
個別言語（こべつげんご）とは、相互理解可能性（または政治的動機）により他の個別言語と区別される単一の言語（自然言語）である（例：英語・フランス語・日本語などのこと）。言語の分類における基本単位であり、生物学における種に相当する。方言との峻別を行う際には、独立した言語 というような言い方もされる。

## 定義（個別言語か方言か）
言語学においては、「相互理解可能性」という規準によって、言語の個別性が判別される。話者Aと話者Bがそれぞれの場合で、単一の母語を持ち、この母語だけで話すとしたとき、Aがその母語を使ってBに話し、BがAの話した内容を理解できないとき、二人の話す母語はそれぞれに独立した個別言語である。理解できる場合はAとBは同じ個別言語の方言となる。
しかしながら、個別言語か方言かはしばしば政治的（または社会的）な動機付けを持つイデオロギー的な決定に従って行われる。そのため、同一の個別言語を使用している異なる話者の間で相互理解が得られないような個別言語の変種も存在する（例えば、ヴァリスドイツ語 Walliserdeutche と標準ドイツ語）一方で、相互理解が非常によく成り立つ異なる個別言語も存在する（例えば、スウェーデン語とノルウェー語）。
方言と個別言語の区別は、一部において、異なる文字の使用によって促進される。言語学的には、個別言語は、公的かつ個人的な領域において、表記文字と言葉について、一般的な標準を有することで定義される。

## 方言と見做されることがある個別言語
ヨーロッパ
- ルクセンブルク語、アルザス語＝ドイツ語の方言
- イェーン語 ［流浪民語・ツィゴイネル語］（de:Jenisch）＝ドイツ語（言語学的には、イェーン［流浪民]の混合言語 Mischsprache に分類される）
- ノルウェー語 （ボークモール，Bokmål）＝デンマーク語の方言（または、その反対も言える）
- フェレエルネ語 / フェロー語＝アイスランド語の方言（または、その反対も言える）
- マケドニア語＝ブルガリア語の方言
- モルドバ語＝ルーマニア語の方言（1989年まで、異なる文字で表記されて来た）
- ガリシア語 （スペインで使用される言語）＝ポルトガル語の方言
- バレンシア語＝カタルーニャ語の方言
- セルビア語、クロアチア語、ボスニア語＝セルボクロアチア語の方言（部分的に異なる表記文字を使用）
- スコットランド語＝英語の方言
- チェコ語、スロバキア語＝チェコ・スロバキア語の方言

アジア
- アゼルバイジャン語、トルクメン語、カザフ語、キルギス語、ウズベク語 ＝トルコ語の方言 (キルギスとカザフスタンを除く全てのテュルク系国家(de:Turkstaat)はトルコ語にならったラテンアルファベット(de:neues türkisches Alphabet)を採用)
- ウルドゥー語 (パキスタン) ＝ヒンディー語(インド)の方言 (または、その反対も言える; 両者を併せてヒンドゥスターニー語と呼ぶこともある) (異なる文字表記を使用)
- ダリー語 (アフガニスタンに2つある主要言語のうちの1つ) ＝ペルシア語の方言
- ラーオ語 ＝タイ語の方言 (または、その反対も言える) (異なる文字表記を使用)
- インドネシア語 ＝マレー語の方言
- 琉球諸語 = 日本語の方言